# موفق بهجت
موفق بهجت (17 مارس 1938 -)، مطرب سوري، من مواليد مدينة دمشق.

## مسيرته
ذهب موفق بهجت إلى لبنان في بداية الستينيات وهناك بدأت مسيرته الفنية، ثم ذهب إلى مصر عام 1970، تزوج من الممثلة المصرية ميرفت أمين عام 1970.
شارك في بعض المسلسلات كضيف قام خلالها ببعض الغناء.

## بعض الأغاني الذي قدمها
- يا صبحة هاتي الصينية.
- عالسيا السيا.
- يمكن حبيبي يمكن.
- ما قتلتني إلا العين الكحلاوية.
- بابوري رايح رايح.
- سلامي عليكم.
- جيتم بالسلامة يا عيني.
- مشيتك غية يا حمدة يا هيه.
- مهلك علينا مهلك.
- أم عبدو يا أم عبدو
- عجبي
- اهلاً بغداد حبيبتنا
- أهلا بالحابيب
- جايتني مخباية